# Pleyben

Pleyben este o comună în departamentul Finistère, Franța. În 1 ianuarie 2022 avea o populație de 3.649 de locuitori.